# Dołżańsk
Dołżańsk (ukr. Довжанськ, Dowżanśk) – miasto na Ukrainie w obwodzie ługańskim. Ośrodek przemysłu materiałów budowlanych; wydobycia węgla kamiennego.

## Demografia
- 1989 – 82 809[2]
- 2013 – 65 276[3]
- 2014 – 64 895[1]

## Historia
Prawa miejskie posiada od 1938.
W 1938 roku zaczęto wydawać gazetę.
Do 12 maja 2016 roku nosiło nazwę Swerdłowśk (ukr. Свердловськ). Od 2014 roku znajduje się pod kontrolą samozwańczej Ługańskiej Republiki Ludowej, więc zmiana nazwy nie została w praktyce przeprowadzona.